# Sużany
Sużany (lit. Sužionys) – wieś na Litwie, w okręgu wileńskim, w rejonie wileńskim, w gminie Sużany, nad jeziorem Sużany.
Znajdują się tu rzymskokatolicka parafia św. Feliksa de Valois w Sużanach z kościołem z 1795 oraz szkoła podstawowa z polskim językiem wykładowym. Od 1994 wydawany jest tu Tygodnik Wileńszczyzny.
Współcześnie w skład miejscowości wchodzą także dawne zaścianki Cegielnia Sużańska i Józefpol.

## Historia
Pod zaborami folwark; w II Rzeczypospolitej miasteczko i majątek ziemski. W XIX i w początkach XX w. położone były w Rosji, w guberni wileńskiej, w powiecie wileńskim. Po I wojnie światowej pod administracją polską, w Zarządzie Cywilnym Ziem Wschodnich. W latach 1920–1922 w składzie Litwy Środkowej.
Od 11 kwietnia 1922 leżały w Polsce, w województwie wileńskim, w powiecie wileńsko-trockim, w gminie Niemenczyn. W 1931 miejscowość liczyła:
- miasteczko – 36 mieszkańców, zamieszkałych w 8 budynkach,
- majątek – 79 mieszkańców, zamieszkałych w 5 budynkach[4].

Po II wojnie światowej znalazła się w granicach Związku Sowieckiego, a po jego rozpadzie w granicach niepodległej Litwy.

## Cmentarz
Na cmentarzu w Sużanach spoczywają m.in.:
- Tadeusz Adamowicz „Lew” i Jerzy Radwan-Łodziński „Rola” – żołnierze 6 Wileńskiej Brygady Armii Krajowej, polegli 4 marca 1944 Dubinkach w walkach z kolaboracyjną policją litewską
- Jerzy Gawałkiewicz – inżynier, zamordowany przez faszystów litewskich 4 kwietnia 1944[5]
- Zygmunt Perwejnis „Mściwój” – żołnierz 6 Wileńskiej Brygady Armii Krajowej, poległy w maju 1945 na tym cmentarzu w potyczce z NKWD

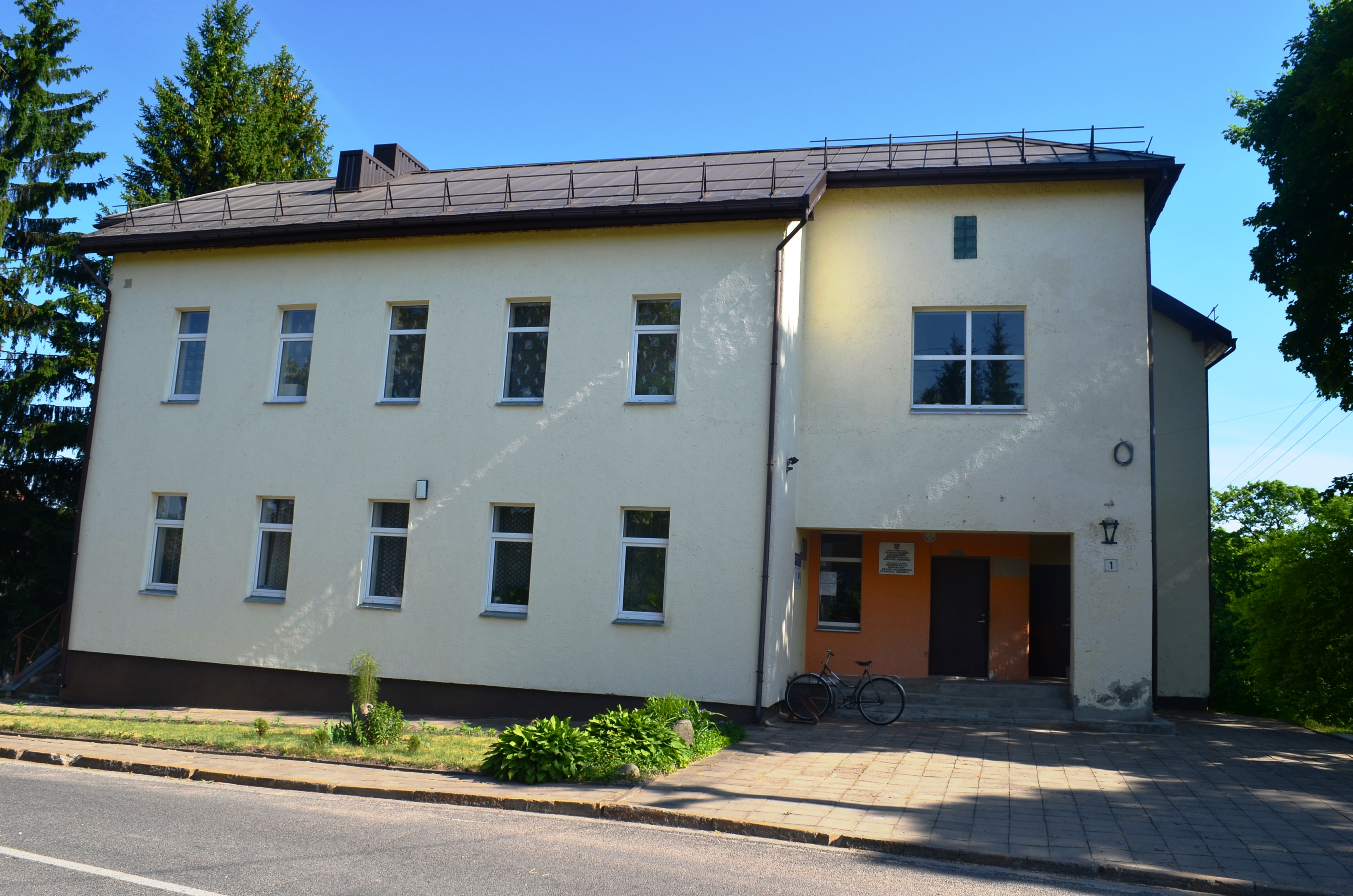
starostwo
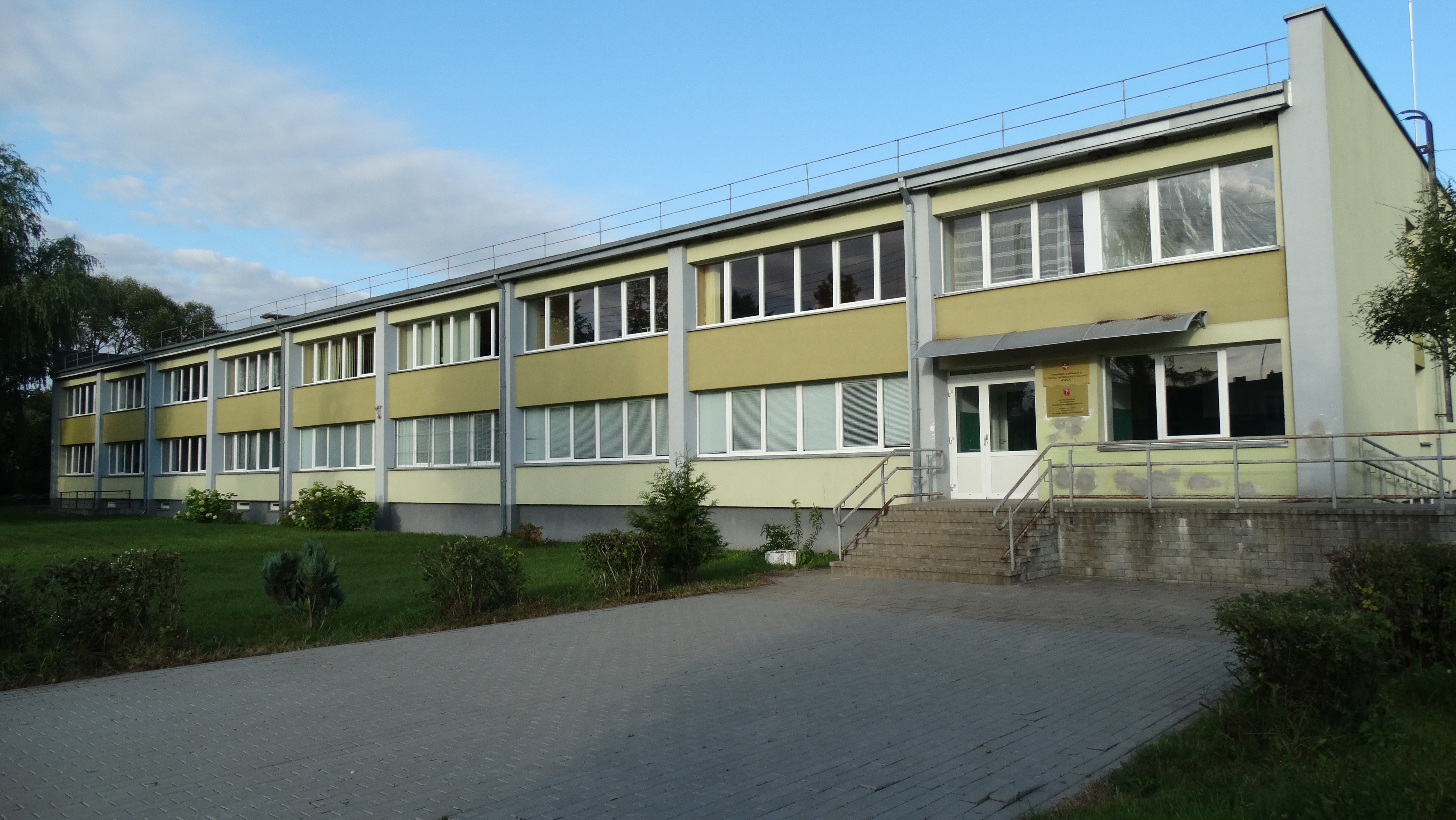
szkoła
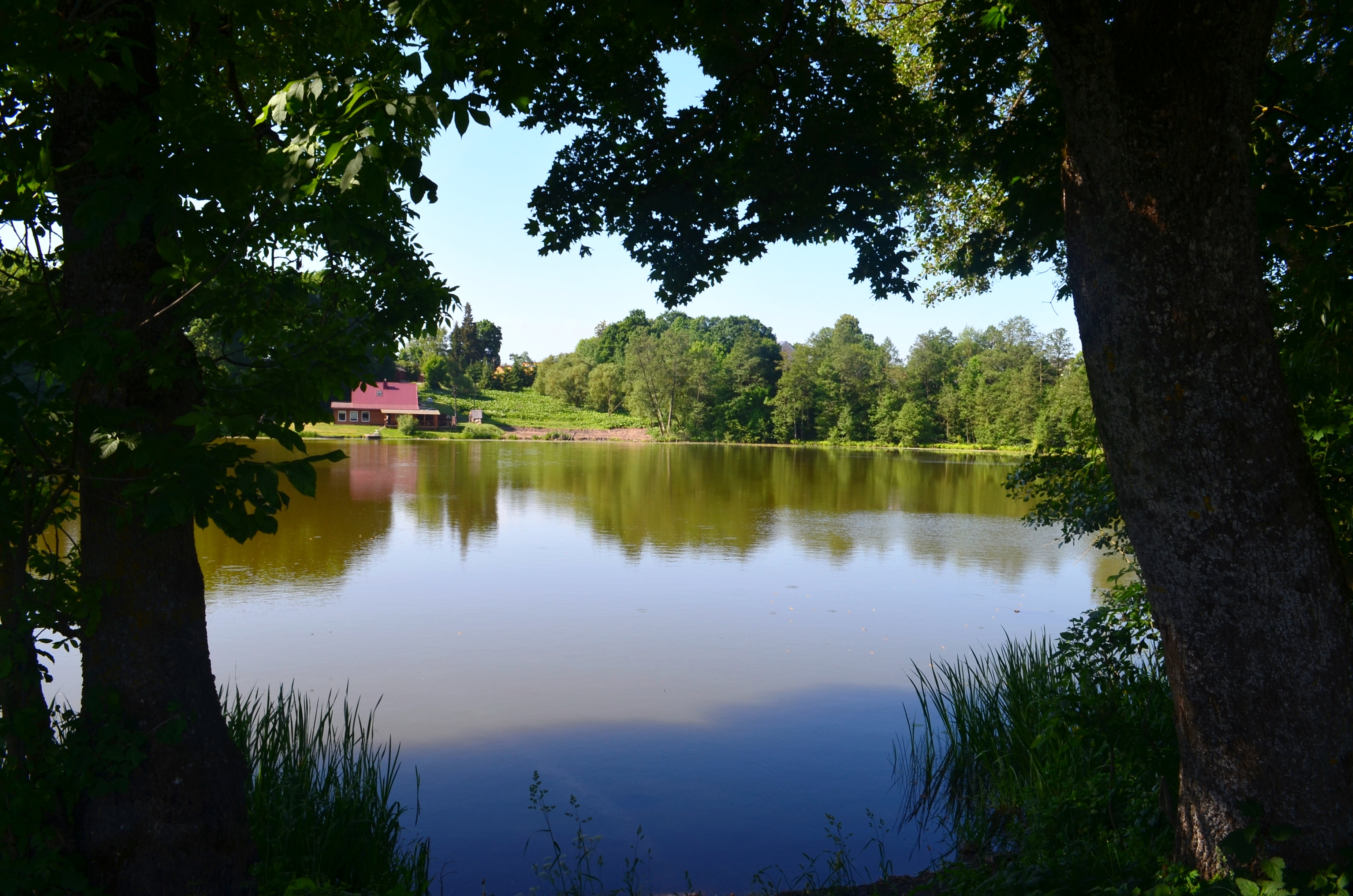
jezioro Sużany

## Ludzie związani z miejscowością
- Gabriel Jan Mincewicz – polski polityk i muzykolog, poseł na Sejm Republiki Litewskiej; urodzony w Sużanach